# 나카무라 에리코
나카무라 에리코（中村 繪里子, なかむら えりこ、1981년 11월 19일 - ）는 일본의 여성 성우이다. 가나가와현 요코하마시 출신이며, 아트비전 소속이다.
대표작은『THE IDOLM@STER』의 아마미 하루카이다.

## 인물
이름
- 1인칭은「나카무라」를 주로 쓰고,「나」「오레」등을 쓰는 경우도 있다.
- 애칭은「에리링」「나카무라상」「나카무라선생」등. 사이가 좋은 사람에겐「에리쨩」이라고 불리는 경우도 많다.
- Web라디오 아이돌마스터 P.S.프로듀서 1회에 자신을 나타내는 한자 1글자로 패왕(覇王)의 패(覇)라고 밝히고 난 뒤부터, 패왕으로 불린다. 본인은 싫어하는 별명이다.
- 다른 사람을 부를 때는「성 + 쨩」을 잘 쓴다(「오치아이쨩」「니고쨩」등). 사이 좋은 연하에게는 경칭 없이도 부른다(「시모다」 「하세가와」 「히카사」 등).

취미, 특기, 기호
- 고기를 먹지 못한다고 하지만, 채식주의자는 아니다. 가끔 고급 야키니쿠를 먹어 위가 불편해져 고민한다든가, 돈카츠 오챠즈케를 주문해 튀김옷만 먹고 고기를 남기거나 하는 일이 있다.
- 『アイドルマスター P.S.プロデューサー』에서 절대음감을 가지고 있다는 게 밝혀졌다. 하지만 그것은 음악에 한정되어 있고(특히 악기의 계이름) 노래를 잘 부르지 못한다고 했다.

성격
- 스스로 S라고 하며, 인터뷰나 웹라디오 등에선 음험한 발언이나 폭언이 나오는 경우가 많다. 또한 터무니 없는 행동을 당했을 때 낭패스러운 표정이나, 엉뚱한 언동으로 자폭하는 일 때문에 당하는 캐릭터나 자멸 캐릭터의 이미지로 볼 수도 있다.
- 『THE IDOLM@STER RADIO』에 게스트로 출연할 때는, 타카하시 치아키에게 「검은 공주」「폭탄녀」라고 야유당하거나「우타다 오토 역」이라고 소개되는 등 괴롭힘당하는 역이 되었다.
- 방송의 코너명「우리의××」를,「××라면 뭔가 나쁜 이미지 아냐?」라는 이유로「우리의○○」로 기세등등하며 바꾸는 등, 튀는 모습을 보여주는 때도 있다. 그런 일면을 상징하는,『ラジオdeアイマSHOW!』에서 일약 유명해진 명언「○○하면 되잖아!」는 방송의 코너가 될 정도로 정착했다.
- 재치있는 성격으로,『ラジオdeアイマSHOW!』의 공개녹음에서 행해진「몰카에 아이돌스럽게 반응하는 레슨」에서 훌륭한 애드립을 보여 퍼펙트를 받기도 했다.
- 녹음 중에 방심하는 일이 있다. 라디오 방송 중에 코를 푸는 소리가 에코로 녹음되거나, 녹음개시의 큐사인이 나왔는데도 토마토를 문 채로 말하려 하는등, 코믹한 일면도 보인다.

교우
- 사이가 좋은 성우는 이마이 아사미. 「PreStar」등 여러군데에서 같이 연기를 하는 것 말고도 듀오 유닛「A.I.E.N」로 라이브 활동도 하고 있다. 사생활에서도 사이가 좋다.
- 2007년 2월 10일 파세라 리조츠 긴자점에서 A.I.E.N 첫 자가 이벤트『이마이 아사미・나카무라 에리코의 A.I.E.N 이벤트 ~발렌타인 감사제~』를 개최해서, 신곡『영원의 하늘』등을 피로했다.
- 「놀람 전대 모모노키 파이브」에서 공동 출연하는 히가사 요코와도 사이가 좋다. 개인적으로 자주 같이 놀러 가거나 만나기도 해서, 프로그램 내에서는 「(히카사와는) 뭐든지 말할 수 있는 사이」라고 이야기하기도 했다.

## 에피소드
- 어릴때, 6년 정도 클래식발레를 배웠던 경험을『ラジオdeアイマSHOW!』에서 피로. 오치아이 유리카나 이마이 아사미는「의외」라며 놀랐다.
- 때때로 나쁜 자세로 잠든다. 어머니가 깨우러 왔을 때, 필사적으로 자전거 페달을 밟는 모습을 하고 잠들어 있어서 어머니가 폭소하는 목소리에 잠을 깬 경험도 있다.
- 2006년 1월 21일에 개최된『THE IDOLM@STER』의 시크릿 이벤트에선 아마미 하루카 역으로 노래와 낭독극을 피로했다. 그 스테이지에선 자신의 담당 노래만이 아니라, 그때 참가하지 못했던 쿠기미야 리에의 대역으로 노래를 피로했다.
- 동 이벤트 종료 후에는,『THE IDOLM@STER』에 대한 생각에 감정이 격해져「나, 이런 캐릭터가 아닌데…」라고 말하며 스테이지 위에서 눈물을 보였다. 그 모습은 수많은 팬들에게 감동을 불러일으켰다.
- 라이브를 위해 댄스 레슨을 받을 때, 그 모습을 보고 있던 반다이 남코 게임즈의 디레1 이시하라로부터「나카무라 의외로 춤 잘 추는데, 히키코모리였던 주제에」라고 조롱당했던 적도 있다.
- 2006년 7월 23일에 개최된『THE IDOLM@STER 1st ANNIVERSARY LIVE』에선 노래나 낭독극에 더해서, 당시 미발표였던 신곡『Go My Way!』를 솔로로 부르는 중요한 역을 맡았다.
- 2007년 1월 25일에 발매된 XBOX 360판 『THE IDOLM@STER』를 플레이하는 걸 방송이나 자신의 블로그에 소개하고 있다.
- 『THE IDOLM@STER ALL STAR LIVE 2007』의 스테이지 중,「아, 나하고 (이마이) 아사미는 벌써 그런사이니까」라고 당돌하게 선언한 타카하시 치아키에게「치아키씨! 밍고스를 붙잡지 말아주세요~옷!」이라고 절규, 무대 뒤에서 눈물을 흘리는 등 낭패스러웠던 일도 있다.
- Web 라디오 모모노키 파이브에서 자신이 즐겨 쓰는 아세와키패드(땀 흡수용 패드)의 구입 때문에 동 라디오 퍼스널리티인 히카사 요코를 데리고 다니다가 결국 처음에 갔었던 가게에서 샀던 에피소드가 있다. 그 탓에 라디오에서 나카무라 에리코의 생일을 축하할 때에 히카사 요코가 케이크에 분무기로 땀대신 물을 뿌린 뒤 패드를 케이크에 얹혔다.
- 여러 라디오에서 집이 너무 더럽다고 언급했다. [잠버릇이 심하지만 쓰레기가 침대높이만큼 되기 때문에 떨어질 염려가 없다 - ポリケロ こんじゃく 중]
- 소녀 만화 같은 크리스마스를 보내고 싶어했으며 거기에 관해서 몇몇 라디오에서 언급했다. 결국 모모노키 파이브에서 청취자와 전화 연결을 하여 재현을 하였다.

## 출연

### 애니메이션
2003년
- 포포탕（남자학생）

2006년
- 사신의 발라드（사와코）※제6화

2008년
- 은혼（마츠코）※제110화

- 2009년
- 헤타리아 World Series (벨기에)

2011년
- 아이돌 마스터 (아마미 하루카)
- 우리들에게 날개는 없다 (하네다 요지)
- 오니스키 (카토 하루카)
- 별하늘에 걸린 다리 (나카츠가와 우이)

2012년
- 사랑과 선거와 초콜릿 (스미요시 치사토)

2013년
- 헤타리아 The Beautiful World (벨기에, 꼬마 이집트)

2014년
- THE IDOLM@STER MOVIE 빛의 저편으로! (아마미 하루카)
- 로코돌 (이세미 리논)

2015년
- 콘크리트 레볼루티오 초인환상 (후로타)

2016년
- 영검산 별가루들의 잔치 (령(레이))

### 게임
- 아머드 코어3(가야)
- 사각탐정 공의 경계 〜Thousand Dreams〜（유우키 미사）
- 제로의 사역마 미아의 종지부와 기천의 교향곡（리블）
- 백파이어（카리나）
- 태고의 달인 시리즈（「エゴエゴアタクシ」보컬）
  - 녹음후 믹싱으로 보컬 트랙의 키가 반음 올라가 있어「中村繪里子#1」라고 되어있다.
- 철도무스메DS〜Terminal Memory〜（카마이시 마나）
- 페이퍼맨（테리시아）
- 프리니 ～제가 주인공인데 괜찮슴까?～ （파프리카）
- 우리들에게 날개는 없다 (하네다 요지) : 타카나시 아키라 (小鳥遊アキラ) 명의
- 우리들에게 날개는 없다 After Story (하네다 요지) : 타카나시 아키라 (小鳥遊アキラ) 명의
- 별하늘에 걸린 다리 (나카츠가와 우이) : 히비노 마키 (日々野蒔) 명의
- 세계정복그녀 (토노 사쿠라코) : 타카나시 아키라 (小鳥遊アキラ) 명의
- THE IDOLM@STER 2（아마미 하루카)

### 라디오
- 지스토어 WEB 라디오 에그 스테이지 나카무라 에리코의 돈데케테케테케! (2002년 ~ 2003년 12월)
- 성우생활 향상위원회(AII) (2004년 11월 ~ 2006년 5월)

에리링,유리카의 성우생활 향상위원회 (나카무라 에리코, 오치아이 유리카)
에리링,아이리의 성우생활 향상위원회 Shuffle (나카무라 에리코, 마타요시 아이)
사쿠마 쿠미, 나카무라 에리코의 성우생활 향상위원회 Shuffle (나카무라 에리코, 사쿠마 쿠미)
- 라디오de아이마SHOW! - 인터넷 라디오 (2006년 4월 27일 ~ 2007년 10월 25일)
- WEB라지☆쇼핑마스터 - 인터넷 라디오 (2007년 3월 23일 ~ 2007년 7월 27일）
- 아이돌마스터 Radio For You! - 인터넷 라디오 (2007년 11월 28일 ~ 2008년 9월 24일）
- 아이돌마스터 P.S.프로듀서 - 인터넷 라디오 (2008년 10월 8일~ ）
- 오도로키전대 모모노키파이브 - 라디오 칸사이, 히카사 요코와 공동진행 (2009년 4월 9일 ~ )
- 루미너스 아크 라디오 방송부~신호는 판타스틱!~ - 히로하시 료와 공동진행. (인터넷 라디오, 2009년 10월 23일 ~ )

### 인터넷 서비스
- Windows Live 메신저어드바이저　「마이코」

「마이코」Windows Live 메신저 상에서 사용가능한 Windows Live 에이전트.(써보았습니다 Windows Live | Vol.2 나카무라 에리코에선「마이코」를 말하게 할 예정이 있단 걸 들은 나카무라 측에서 입후보하고 있다)
- 「마이코」에게 말하게 하려던 예정이 현실화,「마이코」목소리를 나카무라 에리코가 담당해서 2008년 4월 11일부터「마이코」의 윙크가Windows Live 메신저에서 배포되었다.

### 인터넷TV
- itv24.com

푸치리세-Petit Lycee-（나카무라 에리코, 타카하시 치아키, 사쿠마 쿠미, 요시즈미 코즈에）
아규（나카무라 에리코、이마이 아사미, 오탓키이 사사키）
PreStar（나카무라 에리코,이마이 아사미,ＭＯＳ왕자）
- 반다이 채널

Fun! KIDS SCHOOL!（나카무라 에리코、타카야마 테츠헤이、하나야시키스튜디오의 여러분）
- 인터넷 카페 자유공간

이마이 아사미,나카무라 에리코의 자유왕국Net Chat Night（2008년 4월 11일 ~ 2008년 7월 11일, Stickam Japan!）
- MSN

판타지 어스 제로 메르파리아 ANNEX（2008년 8월 16일 ~ 2008년 9월 13일）

### CD
- THE IDOLM@STER（아마미 하루카）

THE IDOLM@STER MASTER ARTIST 01 아마미 하루카 02 타카츠키 야요이, FINALE 765프로 ALLSTARS（02는 드라마파트、FINALE은 드라마파트와「단결」뿐）
THE IDOLM@STER MASTERPIECE 01、04、05
THE IDOLM@STER MASTERBOX I、II、I＆II ENCORE、III、IV
THE IDOLM@STER MASTERWORK 00、01
드라마CD THE IDOLM@STER Scene.01～06,NEW STAGE01～03
THE IDOLM@STER Christmas for you!
THE IDOLM@STER Your Song
THE IDOLM@STER MASTER LIVE 00、01、03
THE IDOLM@STER BEST ALBUM ～MASTER OF MASTER～
패미송8BIT☆아이돌마스터02 아마미 하루카/호시이 미키
아이돌마스터 relations 특전 드라마CD「대결! 아이돌 파이트 클럽」
DJCD ラジオdeアイマSHOW! Vol.1～Vol.5
DJCD アイドルマスター Radio For You! Vol.0～Vol.2
DJCD SP アイドルマスター Radio For You! 結納～you-i know～
DJCD EXTRA アイドルマスター Radio For You! KOTORIMIX
DJCD SP アイドルマスター Radio For You! Radio for 結～you-i～
- 流行り神

드라마CD에 출연
- 타나쿠마5th! 해피버스데이 나!（토라오토메쨩）
- 세계민폐극장 ~동화 인어공주 (인어공주)
- 우리들에게 날개는 없다 드리마CD (하네다 요지)

### CM
- ナップス（라디오）

### 나레이션
- 판넬B (반다이TV)
- 미스 캠퍼스가 간다! 학원제 돌격 리포트 (Yahoo! JAPAN)